# Silene littorea
Silene littorea — вид рослин родини Гвоздичні (Caryophyllaceae).

## Морфологічна характеристика
Густо опушені-однорічна рослина до 20 см, пряма або висхідна, проста або гілляста від основи. Оберненоланцетовиде або лінійно-лопатеве нижнє листя; вище лінійно-ланцетне, з рідкими волосками. Пелюстки 5-11 мм, рожеві. Капсула 10,7 мм, яйцеподібна. Насіння 0.5-0.8 х 0.5-1.3 мм, ниркоподібне.

## Поширення, біологія
Середземномор'я і Південно-Атлантичне узбережжя Піренейського півострова, Балеарські острови, Марокко. Мешкає на морських пісках і довколишніх дощових руслах джерел.

## Галерея

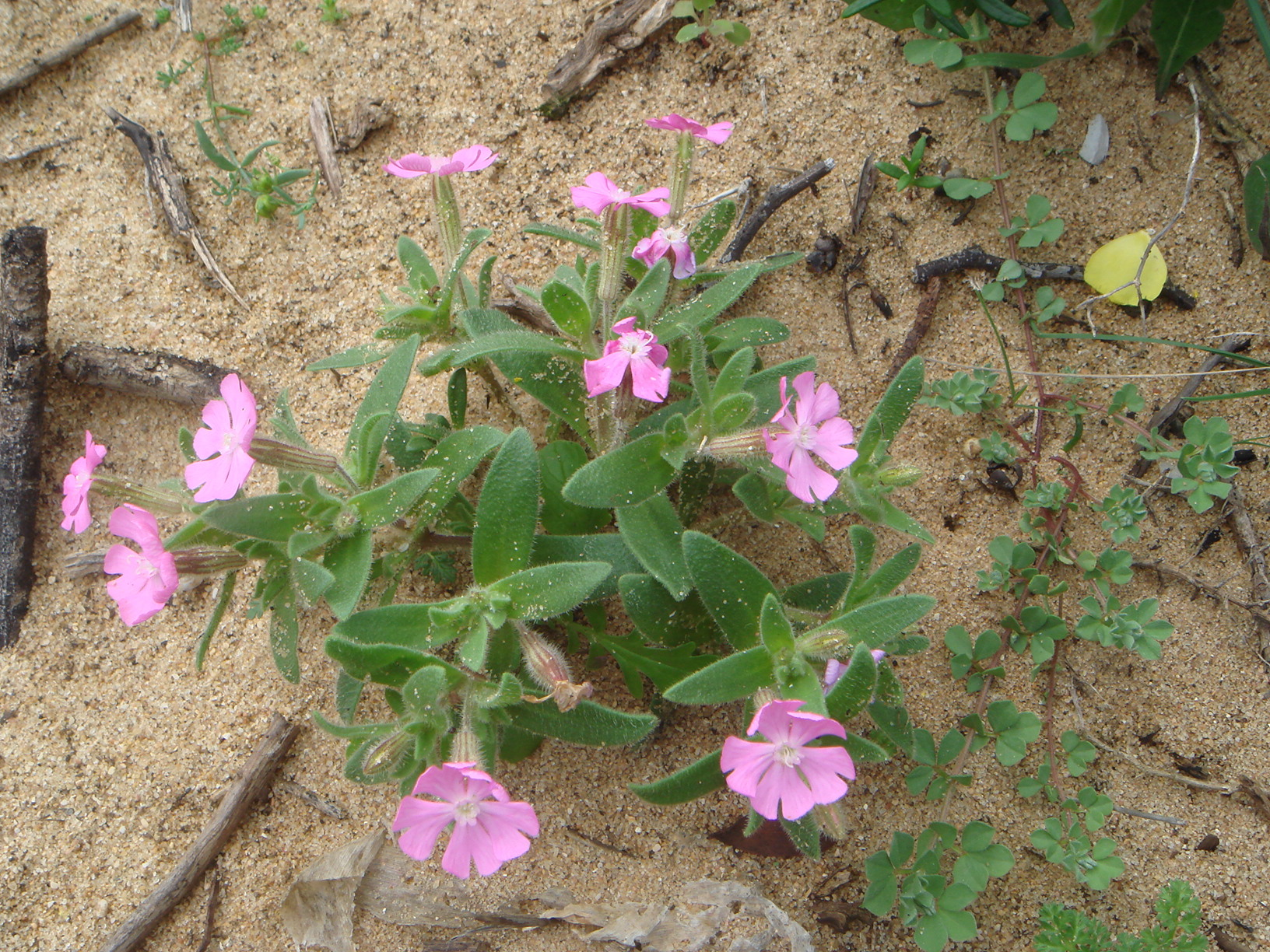
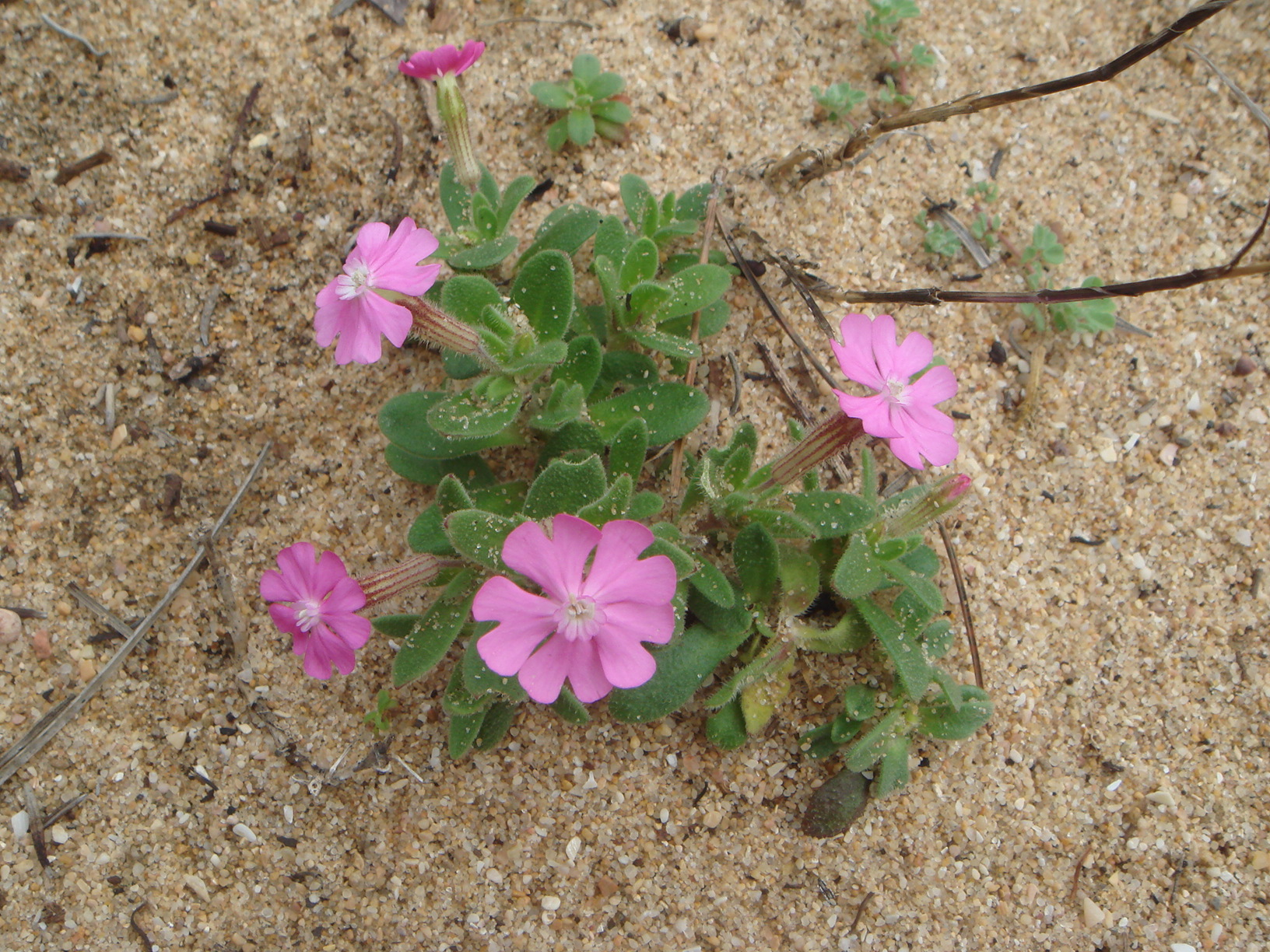
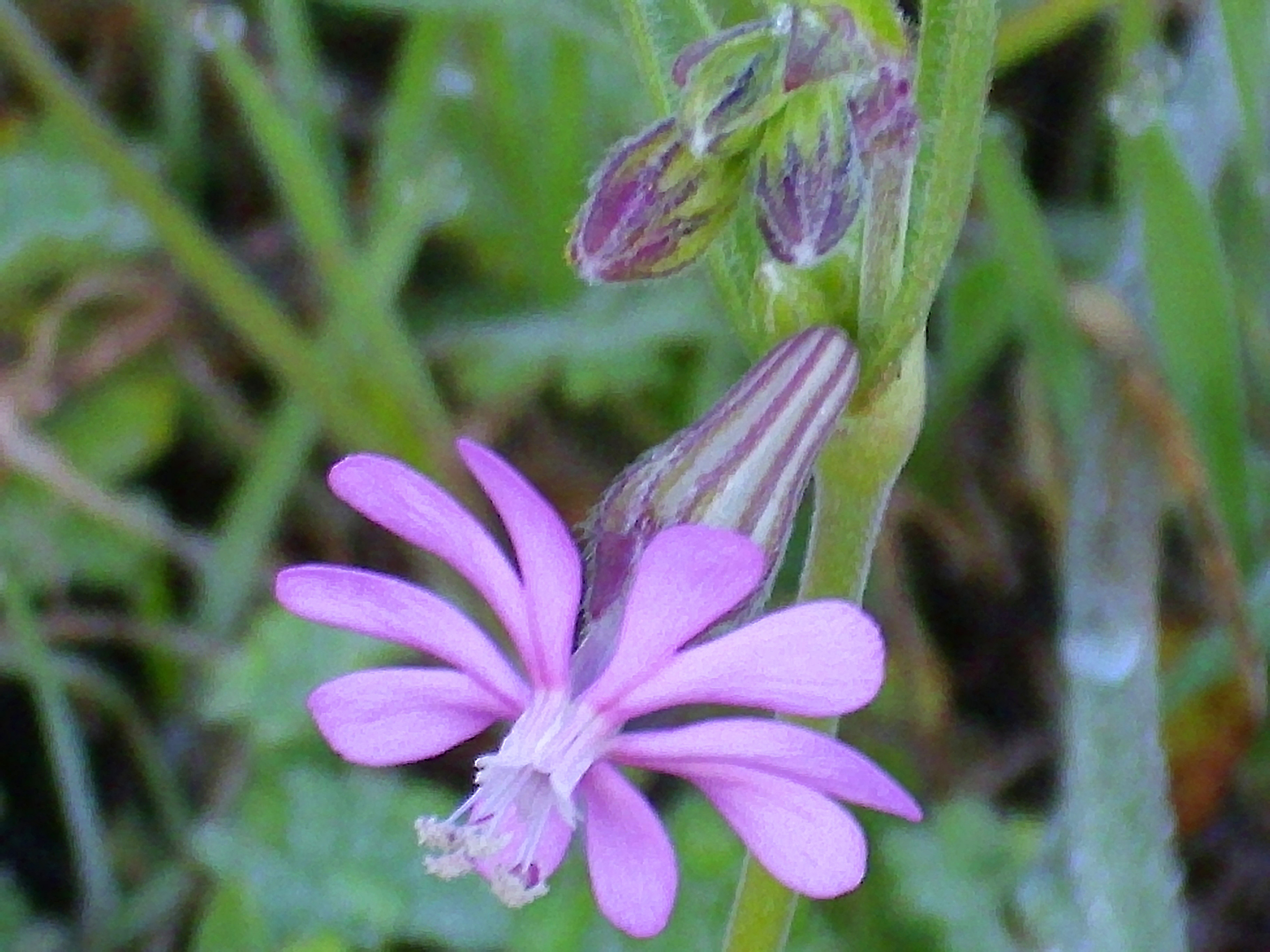
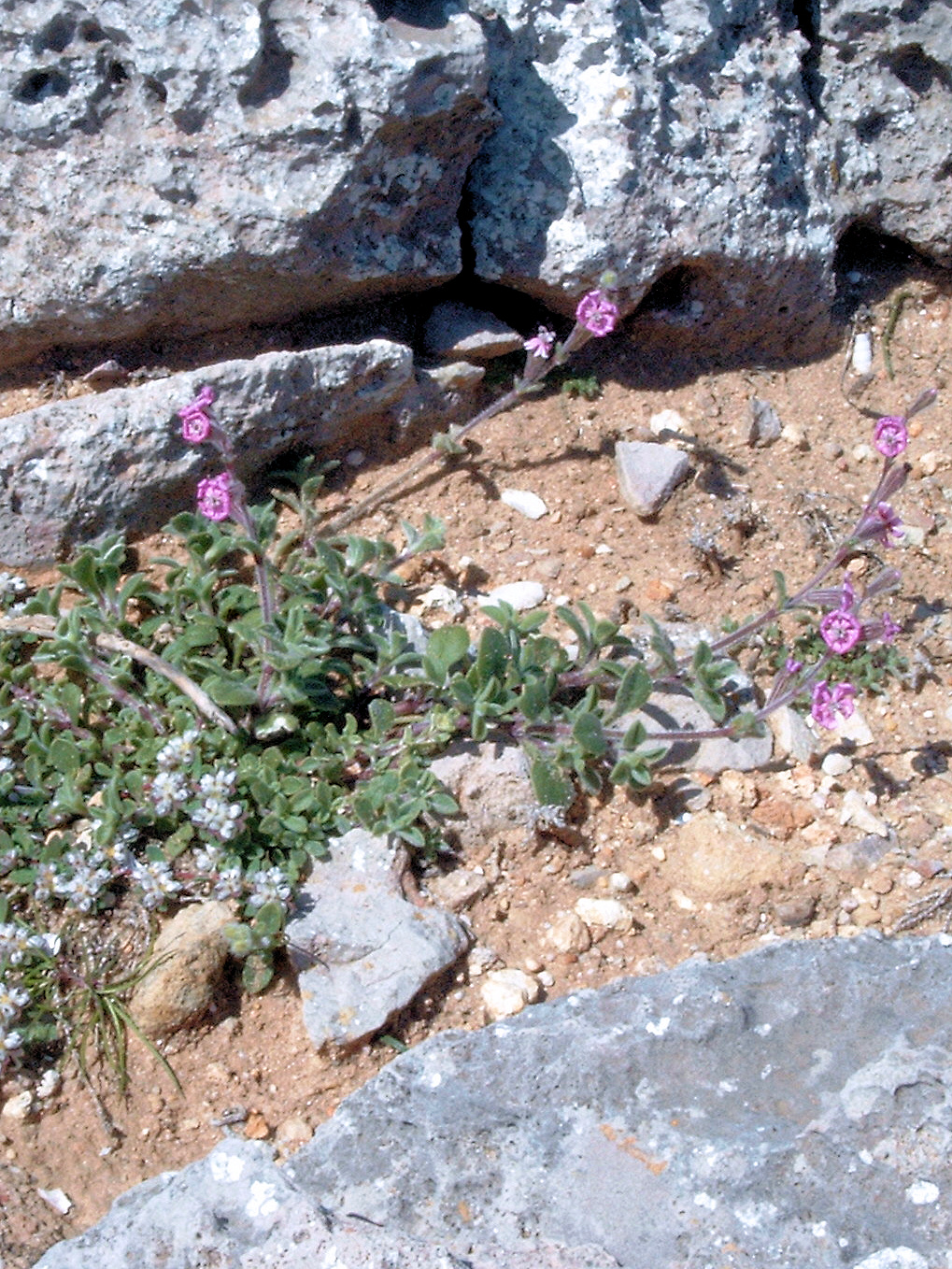
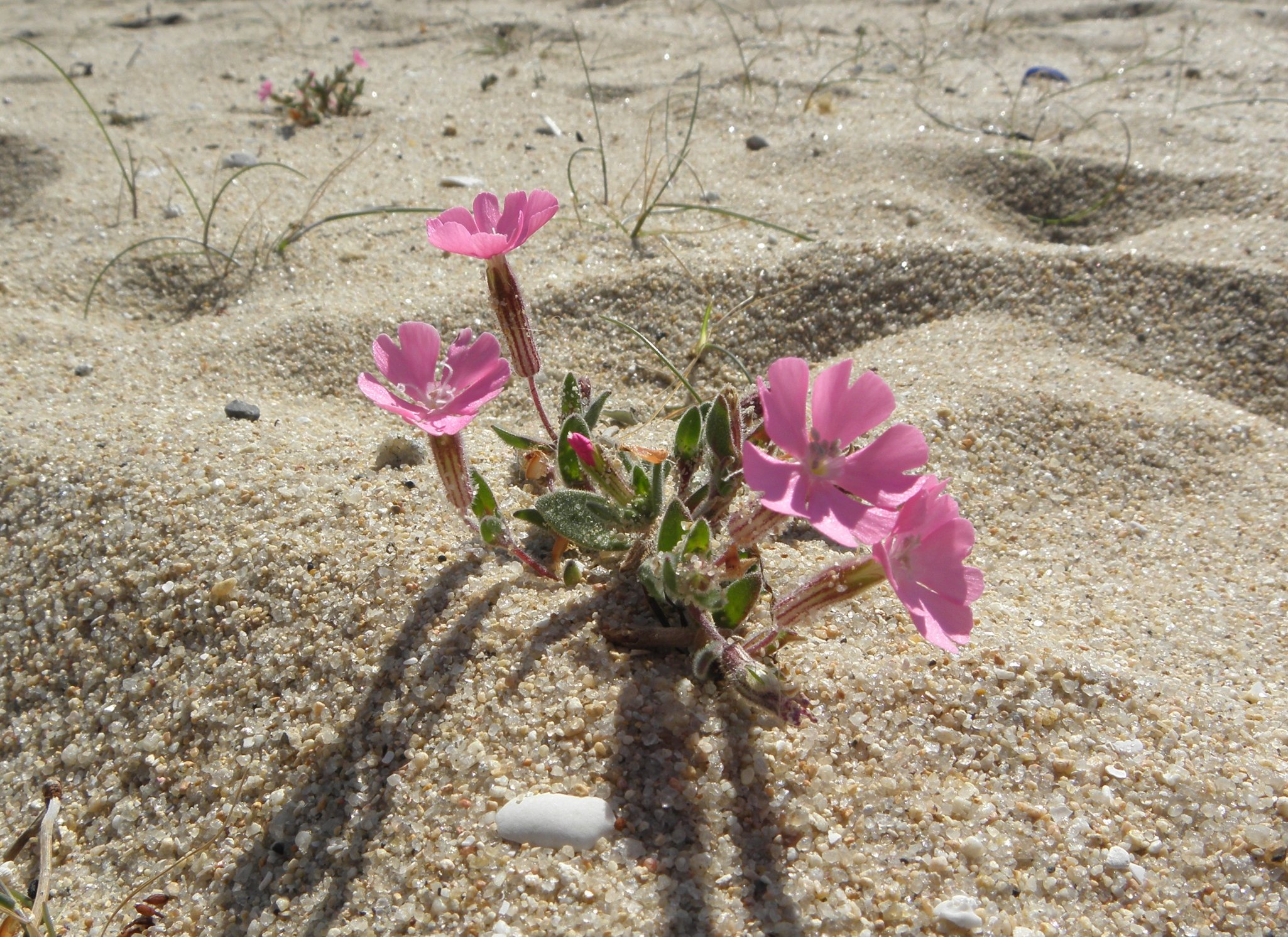

|  | Це незавершена стаття про гвоздикові. Ви можете допомогти проєкту, виправивши або дописавши її. |